# Dolar Wysp Salomona
Dolar Wysp Salomona – jednostka walutowa Wysp Salomona od 1975 roku. 1 dolar = 100 centów. W obiegu znajdują się:
- monety o nominałach 1, 2, 5, 10, 20 i 50 centów oraz 1 dolar.
- banknoty o nominałach 2, 5, 10, 20, 50 i 100 dolarów.